# Chilkoot River
Der Chilkoot River ist ein Fluss im Alaska Panhandle im Süden des US-Bundesstaats Alaska.

## Verlauf
Der 32 Kilometer lange Chilkoot River entspringt in etwa 1000 m Höhe in den vergletscherten Chilkoot Ranges, dem nördlichsten Teil der Boundary Ranges. Von dort fließt er anfangs in westsüdwestlicher Richtung, wendet sich dann aber nach Südsüdost und durchfließt ein breites Tal. Er durchfließt den Chilkoot Lake und mündet kurz darauf – 20 Kilometer südwestlich von Skagway – in das nördliche Ende des Lutak Inlet, dem westlichen Abzweig des Chilkoot Inlet.
Der Unterlauf des Chilkoot River liegt im Haines State Forest.
Am Chilkoot River finden jährlich vier so genannte salmon runs statt, welche Mitte Juni beginnen und Mitte Oktober enden. Die Lachse schwimmen dabei flussaufwärts zu ihren Laichplätzen. Dies lockt Bären an, die am Fluss und am Chilkoot Lake Jagd auf Lachse machen.